# Port of Aalborg A/S
|  | Artiklen vedrører aktieselskabet Port of Aalborg A/S. For arealet se Aalborg Havn |
Port of Aalborg A/S (tidligere Aalborg Havn A/S) er en dansk virksomhed og én af Danmarks største erhvervshavne med hovedkontor i Østhavnen i Aalborg.
Port of Aalborg-koncernen er et aktieselskab, som er 100 % ejet af Aalborg Kommune, hvor dens bestyrelse er sammensat af politikere, erhvervsfolk og interne medarbejdere. Moderselskabet Port of Aalborg A/S er engageret i følgende datterselskaber og associerede selskaber:
- Port of Aalborg Logistics A/S
- Aalborg Stevedore Company A/S
- Port of Aalborg Research & Development
- Port of Aalborg Real Estate A/S
- Port of Aalborg Rail A/S
- Port of Aalborg Tankstorage ApS,
- Aalborg Toldoplag A/S[2]

Virksomheden ejer et areal på 4,1 mio. m2 nord og syd for fjorden, hvor 100 virksomheder er etableret samt transportcenter og jernbaneterminaler, der forbinder havnen med det europæiske jernbanenetværk.

## Ejerforhold
I 2000 overtog Aalborg Kommune aktieselskabet Aalborg Havn A/S fra Staten. Aalborg Kommune ejer i dag 100% af aktiekapitalen. I 2020 skiftede Aalborg Havn navn til Port of Aalborg A/S.